# Andersonia grandiflora
Andersonia grandiflora är en ljungväxtart som beskrevs av Stschegl. Andersonia grandiflora ingår i släktet Andersonia och familjen ljungväxter. Inga underarter finns listade i Catalogue of Life.